# ذا بوتانيز
ذا بوتانيز (بالإنجليزية: The Bhutanese )‏ هي صحيفة مقرها	بوتان. أسسها الصحفي الاستقصائي تينزينغ لامسانغ في فبراير 2012. كانت تصدر في البداية مرتين أسبوعيًا يومي الأربعاء والسبت، ولكن منذ أغسطس 2013، أصبحت تصدر أسبوعيًا فقط يوم السبت. تُكتب الصحيفة بشكل رئيسي باللغة الإنجليزية، مع قسم للغة دزونكا.